# Fritz-Rudolf Güntsch
Fritz-Rudolf Güntsch (Berlim, 27 de setembro de 1925 — Brandenburg an der Havel, 8 de janeiro de 2012) foi um engenheiro alemão. Foi um pioneiro da computação, inventor da memória virtual.

## Publicações
- F.-R. Güntsch: Logischer Entwurf eines digitalen Rechengeräts mit mehreren asynchron laufenden Trommeln und automatischem Schnellspeicherbetrieb. TU Berlin, 1957 (Dissertation)
- F.-R. Güntsch, R. Lukas: Magnetbandrechner der Technischen Universität Berlin. In: Elektronische Datenverarbeitung. 2/1959. S. 33–46
- F.-R. Güntsch: Einführung in die Programmierung digitaler Rechenautomaten. de Gruyter, Berlin 1960/1963
- F.-R. Güntsch: Zur Simultanarbeit bei Digitalrechnern, Elektronische Rechenanlagen. August 1960, S. 3–14
- F.-R. Güntsch: Über digitale Spezialrechner. In: Telefunken-Zeitung. 33/1960, Heft 127 S. 4–12